# Something new to die for!
|  | Denne artikel er oprettet af botten Steenthbot ud fra en ekstern database. Den kan derfor have sproglige fejl eller mangler. Denne skabelon kan fjernes efter kontrol af indholdet. |

Something new to die for! er en dansk dokumentarfilm fra 1993 instrueret af Sverre H. Kristensen.

## Handling
"Something new to die for" er en dokumentar video om den ekstrem mystiske amerikanske kult; The Church of The Subgenius og dennes guru: J. R. "Bob" Dobbs. På en ny og anderledes måde beskrives og kommenteres dette okkulte fænomen. Man spørger sig selv; hvad ligger der bag denne video - kan man tro på denne ny-etiske håndpålægger?